# Bungarus andamanensis
Bungarus andamanensis е вид змия от семейство Аспидови (Elapidae). Видът е световно застрашен, със статут Уязвим.

## Разпространение
Разпространен е в Индия (Андамански острови).